# Mistrzostwa świata juniorów w snowboardzie

Mistrzostwa świata juniorów w snowboardzie – zawody w snowboardingu organizowane przez FIS dla zawodników poniżej 20 roku życia z całego świata. Pierwsze mistrzostwa świata juniorów w tej dyscyplinie odbyły się w lutym 1997 r. we włoskim ośrodku narciarskim Corno alle Scale. Od tego czasu mistrzostwa świata juniorów rozgrywane są co roku.
Na pierwszych mistrzostwach świata rozegrano zawody w dwóch konkurencjach: gigancie równoległym oraz halfpipe'ie. Obecnie w programie mistrzostw znajdują się następujące konkurencje indywidualne: gigant równoległy, slalom równoległy, halfpipe, slopestyle, big air oraz snowboardcross.

## Organizatorzy
| - 1997 – Corno alle Scale - 1998 – Chamrousse - 1999 – Seiser Alm - 2000 – Berchtesgaden - 2001 – Nassfeld - 2002 – Rovaniemi - 2003 – Prato Nevoso - 2004 – Klínovec, Oberwiesenthal - 2005 – Zermatt - 2006 – Vivaldi Park - 2007 – Bad Gastein | - 2008 – Valmalenco - 2009 – Nagano - 2010 – Otago - 2011 – Valmalenco - 2012 – Sierra Nevada - 2013 – Erzurum - 2014 – Valmalenco - 2015 – Yabuli - 2016 – Seiser Alm, Rogla - 2017 – Klínovec, Szpindlerowy Młyn, Laax - 2018 – Cardrona | - 2019 – Leysin, Reiteralm, Rogla, Kläppen - 2020 – Lachtal - 2021 – Krasnojarsk - 2022 – Leysin, Veysonnaz, Valmalenco - 2023 – Bansko, Passo San Pellegrino, Cardrona - 2024 – Lachtal, Livigno/Mottolino, Gudauri - 2025 – Zakopane/Suche, Isola 2000 |

## Klasyfikacja medalowa
Stan po MŚJ 2025
| Miejsce | Państwo           |    |    |    | Razem |
| ------- | ----------------- | -- | -- | -- | ----- |
| 1.      | Rosja             | 44 | 25 | 25 | 94    |
| 2.      | Francja           | 31 | 23 | 28 | 82    |
| 3.      | Japonia           | 27 | 24 | 11 | 62    |
| 4.      | Austria           | 22 | 24 | 27 | 73    |
| 5.      | Stany Zjednoczone | 19 | 33 | 23 | 75    |
| 6.      | Szwajcaria        | 19 | 20 | 23 | 62    |
| 7.      | Kanada            | 17 | 12 | 24 | 53    |
| 8.      | Niemcy            | 11 | 18 | 21 | 50    |
| 9.      | Finlandia         | 10 | 12 | 15 | 37    |
| 10.     | Bułgaria          | 8  | 9  | 3  | 20    |
| 11.     | Czechy            | 8  | 2  | 5  | 15    |
| 12.     | Włochy            | 7  | 15 | 17 | 39    |
| 13.     | Norwegia          | 7  | 6  | 6  | 19    |
| 14.     | Korea Południowa  | 6  | 5  | 5  | 16    |
| 15.     | Słowenia          | 5  | 6  | 2  | 13    |
| 16.     | Szwecja           | 5  | 5  | 6  | 16    |
| 17.     | Australia         | 3  | 5  | 6  | 14    |
| 18.     | Hiszpania         | 3  | 2  | 1  | 6     |
| 19.     | Nowa Zelandia     | 2  | 6  | 2  | 10    |
| 20.     | Holandia          | 2  | 4  | 3  | 9     |
| 21.     | Polska            | 2  | 3  | 1  | 6     |
| 22.     | Ukraina           | 2  | 1  | 0  | 3     |
| 23.     | Wielka Brytania   | 1  | 2  | 2  | 5     |
| 24.     | Belgia            | 1  | 1  | 3  | 5     |
| 25.     | Chiny             | 1  | 1  | 2  | 4     |
| 26.     | Węgry             | 1  | 0  | 0  | 1     |
| 27.     | Słowacja          | 0  | 1  | 2  | 3     |